# S.S.D. Tivoli Calcio 1919
Società Sportiva Dilettante Tivoli Calcio 1919 là một câu lạc bộ bóng đá Ý đến từ Tivoli, Lazio. Màu sắc của đội là màu xanh và đỏ sẫm.